# جنون سرعت (فیلم)
جنون سرعت (به انگلیسی: Need for Speed) یک فیلم اکشن سه‌بعدی محصول سال ۲۰۱۴ آمریکا، به کارگردانی اسکات وا، نویسندگی جورج گتینز و جان گتینز و تهیه‌کنندگی استودیوی دریم‌ورکس است. در این فیلم آرون پال در نقش یک رانندهٔ مسابقات خیابانی با نام «توبی مارشال» که در یک مسابقه به دور آمریکا شرکت می‌کند تا انتقام کشته شدن دوست خود به دست یکی از رقیبانش را بگیرد، هنرنمایی می‌کند. این فیلم توسط تاچ‌استون پیکچرز در ۱۴ مارس ۲۰۱۴ و در سینماهای سه‌بعدی، آی‌مکس و دوبعدی معمولی منتشر شد. خط داستانی این فیلم، به ویژه مسابقات جاده‌ای و فیلم‌برداری در محیط‌های خارج شهر به‌جای درون‌شهری، به‌طور کم‌رنگی از بازی‌های جنون سرعت: رانش، جنون سرعت: هات‌پرسوت و جنون سرعت: رقیب‌ها اقتباس شده‌است. این فیلم در سطح بین‌المللی به‌طور کلی ۲۰۳ میلیون دلار فروش داشته‌است؛ درحالی که بودجهٔ در نظر گرفته شده برای ساخت آن ۶۶ میلیون دلار بوده‌است.

## داستان
توبی مارشال یک رانندهٔ قدیمی خودروهای مسابقه می‌باشد که صاحب یک گاراژ در مونت کیسکو، نیویورک است؛ که به همراه دوستانش در آن به تقویت خودروهای مسابقه می‌پردازد. یک روز دینو بروستر، رقیب سابق توبی، سوار بر یک مرسدس بنز اس‌ال‌آر مک لارن به گاراژ او می‌آید و به او پیشنهاد می‌دهد تا روند ساخت یک خودروی فورد شلبی موستانگ که کرول شلبی در اواخر عمرش روی آن کار می‌کرد را کامل کند. دینو از توبی و تیم او می‌خواهد که در برابر ۲۵٪ از قیمت تخمینی فروش این ماشین که ۲ میلیون دلار است، این کار را به پایان برسانند. توبی، با وجود اعتراض‌هایی از سوی تیم، معامله را می‌پذیرد.
به محض پایان این پروژه، این شلبی موستانگ برای فروش در یک مهمانی به مزایده گذاشته می‌شود. توبی و دینو، جولیا را ملاقات می‌کنند؛ یک زن انگلیسی که قبول می‌کند در صورتی که این ماشین بتواند مطابق ادعای توبی به سرعت ۲۳۰ مایل بر ساعت دست پیدا کند، مبلغ ۳ میلیون دلار را برای خرید آن بپردازد. صبح روز بعد، در یک پیست در همان حوالی، توبی موستانگ را به سرعت ۲۳۴ مایل بر ساعت می‌رساند که باعث می‌شود جولیا آن را به قیمت ۲٫۷ میلیون دلار خریداری کند. پس از آن، دینو، با توبی و شریکش پیت کوچیکه، سوار بر سه دستگاه کوئنیگزگ آگرا که عمویش آن‌ها را به صورت غیرقانونی وارد کرده و از عمارت او تا یک پل بر روی مسیر بین ایالتی ۶۸۴ به رقابت می‌پردازد. اگر توبی برنده شود، تمام سهم ۷۵ درصدی دینو از معاملهٔ موستانگ را دریافت می‌کند؛ و در صورتی که بازنده شود، سهم ۲۵ درصدی خود را از دست خواهد داد. در طول مسابقه، دینو به ماشین پیت کوچیکه می‌کوبد و باعث می‌شود ماشین از روی پل به دره سقوط کرده و سپس آتش بگیرد. دینو صحنهٔ حادثه را ترک می‌کند، و توبی نیز به جرم قتل غیرعمد و در حالی که در این بین هیچ مدرکی مبنی بر حضور دینو وجود ندارد، به زندان منتقل می‌شود.
دو سال بعد توبی بواسطهٔ عفو مشروط آزاد می‌شود و برای گرفتن انتقام مرگ پیت کوچیکه دست به کار می‌شود. او شلبی موستانگی که روی آن کار کرده بود را از جولیا قرض گرفته و به همراه جولیا تصمیم به شرکت در مسابقهٔ دی لئون می‌گیرند، مسابقه‌ای که توسط یک دی‌جی محلی، با نام دی‌جی مونارش، سازماندهی شده و برندهٔ آن مالک تمامی خودروهای موجود در مسابقه می‌شود؛ آن‌ها برای شرکت در مسابقه باید قبل از شروع مسابقه، که زمان آن دو روز بعد است، خود را به سان فرانسیسکو برسانند. شلبی موستانگ باعث بروز تعقیب و گریز بین ایالتی توسط پلیس و همچنین رانندگان دیگر می‌شود؛ زیرا دینو وعده می‌دهد که هرکس بتواند توبی را از رسیدن به سان فرانسیسکو و شرکت در مسابقه بازدارد، مالک لامبورگینی سستو المنتوی کمیاب او خواهد شد؛ این موضوع باعث می‌شود تا تعداد بسیار زیادی از رانندگان مسابقه سعی کنند توبی را متوقف کرده و نگذارند که او به سان فرانسیسکو برسد.
توبی و جولیا در مسیر یوتا و در کنار یک صخره توسط چند وانت که رانندگان آن‌ها در پی دریافت جایزهٔ دینو هستند، محاصره شده و مجبور به هدایت شلبی موستانگ به بیرون از جاده می‌شوند؛ ولی ماوریک، که یکی از اعضای تیم توبی است، سوار بر هلیکوپتری که از گارد ملی ربوده‌است، ظاهر می‌شود و با استفاده از کابل، شلبی موستانگ را از زمین بلند کرده و آن را به دریاچه نمک بونویل، جایی که گروه منتظرشان هستند، منتقل می‌کند. پس از این، ماوریک، به جرم دزدیدن هلیکوپتر، توسط ارتش دستگیر می‌شود.
پس از یک رانندگی طولانی، توبی و جولیا موفق به رسیدن به سان فرانسیسکو و ثبت نام در مسابقه می‌شوند. ولی جولیا به دلیل زخمی شدن در پی اقدام مزدوران دینو به قتل آن‌ها، بوسیلهٔ کوبیدن یک کامیون به شلبی موستانگ، به بیمارستان منتقل می‌شود. در همین حال، آنیتا، دوست دختر دینو و خواهر پیت کوچیکه، از نقشه‌های دینو مطلع می‌شود. او رایانهٔ دینو را زیر و رو کرده و متوجه می‌شود که خودروی کوئنیگزگ آگرایی که دینو در زمان قتل پیت کوچیکه سوار آن بوده، در یک انبار محلی، مخفی شده‌است. آنیتا آدرس محل مخفی‌سازی ماشین و همچنین حلقهٔ نامزدی خود با دینو را به توبی می‌دهد و از او می‌خواهد تا به دینو بگوید که به خاطر مرگ برادرش، همه‌چیز بین آن‌ها تمام شده‌است. از آنجا که شلبی موستانگ تخریب شده، توبی اقدام به برداشتن کوئنیگزگ می‌کند.
صبح روز بعد، توبی نه تنها با حضور خود در مسابقه، بلکه با دادن حلقهٔ آنیتا به دینو، او را غافلگیر می‌کند. در طول یک مسابقهٔ خسته‌کننده که چندین ماشین در آن تصادف می‌کنند (شامل یک جی‌تی‌ای اسپانو، یک بوگاتی ویرون، یک مک لارن پ۱ و یک سالین اس۷) توبی و دینو در مسیر بزرگراه ساحلی اقیانوس آرام شانه به شانه مسابقه می‌دهند. دینو تلاش می‌کند با کوبیدن ماشین خود به ماشین توبی، او را از جاده خارج کند؛ ولی توبی ترمز می‌کند و باعث می‌شود ماشین دینو واژگون شده و دچار آتش‌سوزی شود. توبی خط پایان را می‌بیند ولی برمی‌گردد تا دینو را از میان شعله‌های آتش بیرون بکشد. توبی پس از نجات رقیب خود، مسابقه را به پایان برده و برنده می‌شود؛ ولی هردوی آن‌ها توسط گشت بزرگراهی کالیفرنیا دستگیر می‌شوند. با پیدا شدن کوئنیگزگ گم‌شده، دینو به جرم دست داشتن در قتل پیت کوچیکه به زندان منتقل شده و توبی نیز به جرم مسابقهٔ خیابانی غیرمجاز به شش ماه حبس محکوم و پس از آزادی دوباره سوار بر یک فورد موستانگ ۲۰۱۵ به جولیا می‌پیوندد. فیلم با نشان دادن صحنه‌ای از زندان ارتش در یوتا که ماوریک به دلیل رفتار خوب و ترتیب دادن برنامهٔ بدن‌سازی برای زندانیان، قرار است زودتر از موعد از آن‌جا آزاد شود، به پایان می‌رسد.

## بازیگران
- آرون پال در نقش توبی مارشال
- دومینیک کوپر در نقش دینو بروستر
- اسکات مسکادی در نقش افسر بنی جکسون
- ایمجن پوتس در نقش جولیان مادون
- رامون رودریگز در نقش جو پک
- مایکل کیتون در نقش مونراچ مدن
- هریسون گیلبرتسون در نقش پیت کلمن
- رامی ملک در نقش فین
- داکوتا جانسون در نقش آنیتا کلمن

## تولید
در ژوئیه سال ۲۰۱۲، استودیوی دریم‌ورکس متعهد به ساخت یک فیلم بر اساس سری بازی‌های ویدئویی جنون سرعت ساختهٔ الکترونیک آرتس شد که در ابتدا قرار بود در ۷ فوریه ۲۰۱۴، منتشر شود ولی بعداً تاریخ انتشار آن به ۱۴ مارس ۲۰۱۴، تغییر کرد. جورج و جان گتینز فیلمنامه‌ای نوشته بودند که در ماه آوریل همان سال در حال فروخته شدن به استودیوهای فیلم‌سازی بود. در ابتدا و در ماه ژوئیه ۲۰۱۲، تیلور کیچ برای بازی در نقش اصلی پیشنهاد شد. گرچه این نقش سرانجام در ماه اکتبر همان سال به آرون پال سپرده شد. پال در اصل برای صداگذاری شخصیت دینو بروستر در نظر گرفته شده بود ولی کارگردان فیلم، اسکات وا، و همچنین رئیس شرکت دریم‌ورکس، استیون اسپیلبرگ، تصمیم به انتخاب او به عنوان بازیگر نقش اصلی گرفتند. در همان ماه، ایمجن پوتس نیز به عنوان بازیگر نقش اول زن انتخاب شد. در ماه ژانویه ۲۰۱۳، دومینیک کوپر، کید کادی، رامون رودریگز، رامی ملک و هریسون گیلبرتسون به فهرست بازیگران شرکت‌کننده در این فیلم اضافه شدند. مایکل کیتون نیز در ماه فوریه ۲۰۱۳، به جمع بازیگران فیلم پیوست.
تصویربرداری اصلی در میانهٔ ماه آوریل ۲۰۱۳ و در ماکن، جورجیا آغاز شد. فیلمبرداری در دیگر مکان‌ها شامل جادهٔ آتلانتا واقع در باسلتون، جورجیا در ۱۲ مه ۲۰۱۳، پل خیابان سیزدهم واقع در کولومبوس، جورجیا و پردیس مارتیوس واقع در دیترویت، میشیگان، در ۱ ژوئن ۲۰۱۳، آغاز شد. دیگر مکان‌های تولید شامل بخش‌هایی از بزرگراه یکم کالیفرنیا در شمال پوینت آرنا، فانوس دریایی پوینت آرنا و بزرگراه ۲۵۳ بین بونویل و یوکیا می‌شدند.
برای سکانس‌های تعقیب گریزی فیلم، سازندگان آن تصمیم گرفتند تا به جای تصویرسازی کامپیوتری، از تصاویر واقعی و اجرای عملی صحنه‌ها بهره ببرند که این موضوع نیازمند آموزش وسیع بازیگران در زمینهٔ رانندگی بود. برای سکانس‌های مسابقهٔ پایانی و برخورد ماشین‌ها، تهیه‌کنندگان از ماشین‌های ساختگی استفاده کردند.

## انتشار
در ۲۵ سپتامبر ۲۰۱۳، استودیوی دریم‌ورکس پیش‌پرده این فیلم را بر روی آی‌تیونز منتشر کرد. شرکت‌های دیزنی و دریم‌ورکس در ۵ فوریه ۲۰۱۴، خبر تبدیل این فیلم به فرمت سه‌بعدی پس از پروسهٔ تولید را منتشر کردند.
فیلم جنون سرعت، به عنوان نخستین انتشار، در تاریخ ۷ مارس ۲۰۱۴، در تئاتر چینی تی‌سی‌ال به نمایش گذاشته شد. این فیلم در تاریخ ۱۴ مارس ۲۰۱۴، توسط شرکت تاچ‌استون پیکچرز در منتخبی از سینماهای سه‌بعدی، آی‌مکس و دوبعدی معمولی به روی پرده رفت.

### رسانه‌های خانگی
فیلم جنون سرعت در تاریخ ۵ اوت ۲۰۱۴، بر روی بلو-ری، دی‌وی‌دی و بلو-ری سه بعدی منتشر شد.